# Edward Jełowicki
Edward Bożeniec Jełowicki (1 tháng 5 năm 1803 – 10 tháng 11 năm 1848) là một địa chủ người Ba Lan, mang cấp hàm thượng tá trong quân đội Ba Lan.
Ông bị bắt vào Cách mạng 1848 quét qua châu Âu vào năm 1848, ông đã bị xử tử tại Vienna theo lệnh của Alfred I, Hoàng tử của Windisch-Grätz. Ông để lại một góa phụ và hai đứa con nhỏ. 

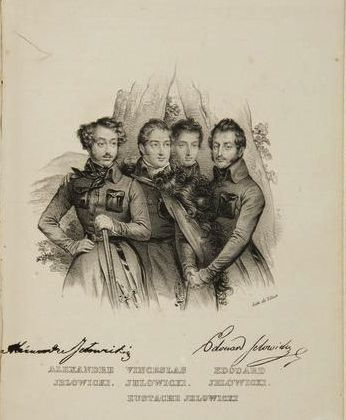
Alexander, Wacław (cha), Eustachy và Edward Jełowicki vào năm 1830